# Église Saint-Jacques de Bellagio
Pour les articles homonymes, voir Église Saint-Jacques.
L'église Saint-Jacques (en italien : Chiesa di San Giacomo) est une église romane, située à Bellagio en Italie, sur les bords du lac de Côme. Elle se rattache au diocèse de Côme, et est dédiée à saint Jacques. Elle est régulièrement appelée « basilique Saint-Jacques » (en italien : Basilica di San Giacomo),,.
Elle a été construite entre les XIe et XIIe siècles. Son intérieur a été transformé dans le style du XVIIIe siècle ; il est resté ainsi jusqu'à sa rénovation au début du XXe siècle dans son style original. Elle a été déclarée « monument national » par décret ministériel en 1904.

## Histoire
L'église a été construite entre la fin du XIe et le début du XIIe siècle, même si la datation reste compliquée en raison des modifications ultérieures. La première description connue date de la visite pastorale de l'évêque de Côme, Ninguarda Feliciano en 1580. Elle a été élevée comme paroisse en 1657 avec un prévôt. Lors de l'événement, le droit de patronage sur la nouvelle paroisse a été confiée à la famille Sfondrati. Au XVIIIe siècle, l'ensemble architectural a été transformé dans le style de l'époque.
En 1904, une restauration a été lancée pour redonner l'apparence romane de l'édifice, avec la reconstruction des deux absides, donnant à l'église sa forme actuelle. La restauration de la tour a eu lieu en 1990.

## Architecture
L'église possède un plan à trois nefs et un campanile situé sur la gauche de la façade.
Avec les transformations du XVIIIe siècle, la tour a acquis son aspect actuel. Elle est également restée plâtrée comme le reste de l'église, lors de la restauration de 1990.